# Dair al-Qamar
Dair al-Qamar (arabisch دير القمر ‚Kloster des Mondes‘) ist eine Ortschaft im Distrikt Chouf im Süden des Gouvernements Libanonberg, in der Nähe von Beiteddine, etwa 45 km südöstlich von Beirut und 16 km vom Mittelmeer in etwa 850 m Meereshöhe gelegen.
Dair al-Qamar war die Hauptstadt des Emirats Libanonberg unter der Regentschaft des Emirs Fakhreddin II., bis zu seinem Tode 1635, der hier seine Sommerresidenz unterhielt. Die Ortschaft ist bekannt für die Moschee mit ihrem achteckigen Minarett, deren Anfänge bis ins Jahr 1493 zurückgehen und die die älteste existierende Moschee im Libanon ist. Während ihrer Blütezeit war die Stadt ein Zentrum der arabischen Literatur.
Seit 1945 steht die Stadt unter Denkmalschutz. Die Ortschaft ist mehrheitlich von Christen bewohnt und eine der wenigen christlichen Ortschaften nach dem Libanesischen Bürgerkrieg in der Gegend.

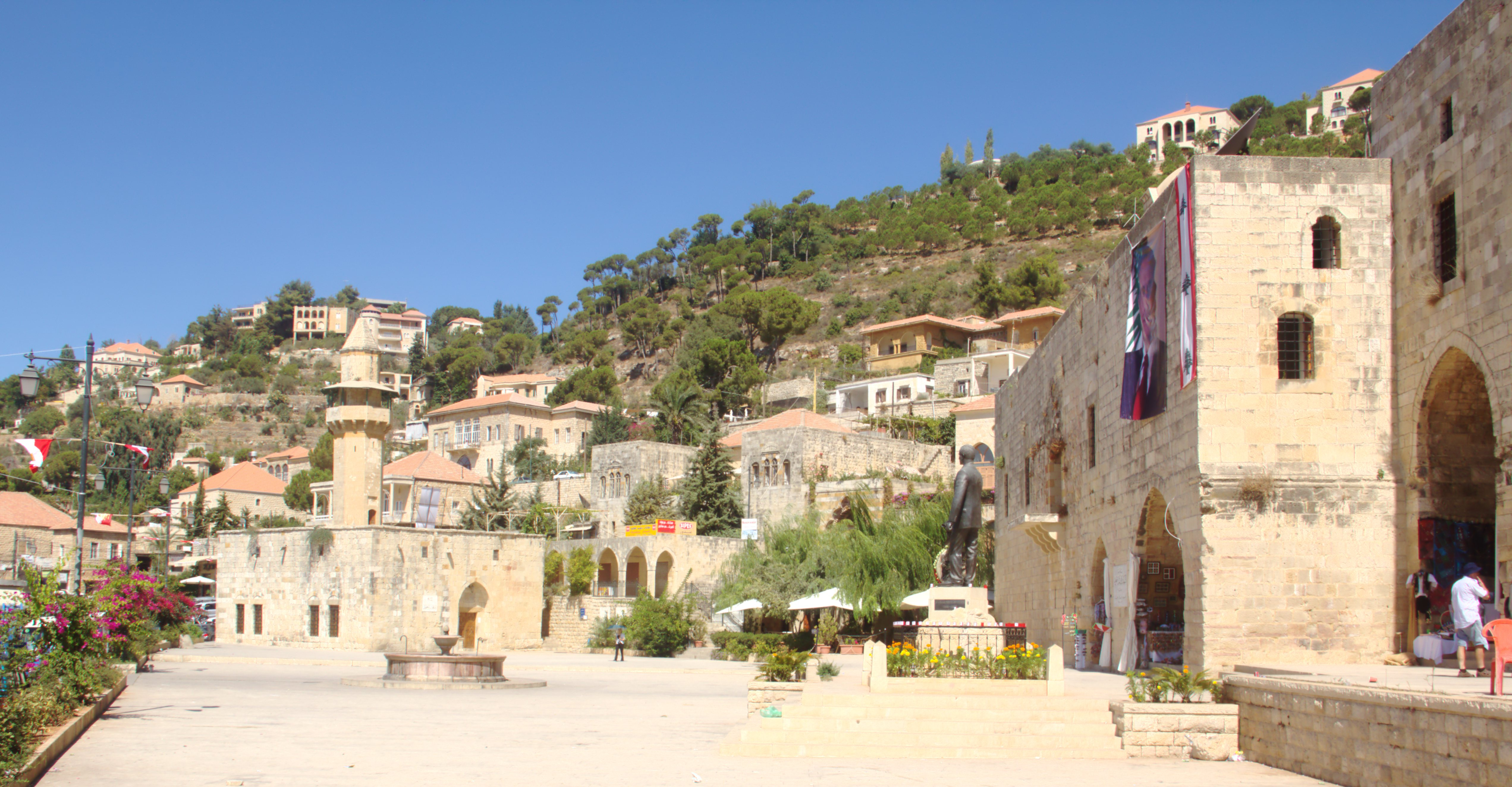
Das Ortszentrum

## Sehenswürdigkeiten
- Palast von Fachr ad-Dīn II.
- Synagoge von Dair al-Qamar

## Söhne der Stadt
- Auguste Adib Pacha (1859–1936), zeitweise Ministerpräsident des Libanon
- Camille Chamoun (1900–1987), zeitweise Präsident des Libanon
- Wajdi Mouawad (* 1968), in Kanada lebender Autor

## Weblink
- Website der Stadt